# Jam with the Band
Jam with the Band és un videojoc musical desenvolupat i publicat per Nintendo per a la consola de jocs portàtil Nintendo DS. És la seqüela del joc Daigasso! Band Brothers, que va ser llançat només al Japó al mateix temps que la consola. Jam with the Band es va estrenar al Japó el 26 de juny de 2008 i a Europa el 21 de maig de 2010. El seu llançament va anar acompanyat d'un canal de Wii que permetia als jugadors escoltar el so del joc a través del televisor. El joc està protagonitzat pel personatge Barbara the Bat, que també estava en el predecessor.
El joc inclou més de 60 instruments. El gameplay se centra en l'entrada de botons, de manera semblant al seu predecessor, que inclou notes que es desplacen cap avall i una fletxa per indicar quan s'han de colpejar. Els jugadors també poden crear i descarregar cançons.
Va tenir molt bona acollida comercial. Va vendre més de 120.000 còpies al Japó en els seus primers quatre dies de llançament; amb aproximadament 424.477 unitats, es va vendre prou bé com per convertir-se en el 24è joc més venut del 2008 al Japó. Hi va haver una seqüela el 2013 amb el llançament només al Japó del joc de Nintendo 3DS Daigasso! Band Brothers P.

## Gameplay
Jam with the Band inclou més de 60 instruments. El gameplay se centra en l'entrada de botons, de manera semblant al seu predecessor. També inclou la possibilitat de tocar acords en lloc d'entrades d'un sol botó per a determinats instruments. Els botons utilitzats augmenten a mesura que augmenta la dificultat: mentre que a la dificultat més baixa qualsevol dels botons es pot utilitzar per colpejar una nota, la dificultat més difícil normalment fa servir tots els botons. Les notes es desplacen cap avall a una velocitat determinada i els jugadors han de colpejar-les amb els botons corresponents. Hi ha quatre maneres en què un jugador pot colpejar una nota: "Best", "Good", "Bad" i "Miss".
Fins a vuit jugadors poden tocar junts, cadascun d'ells pot triar entre un dels instruments disponibles en una cançó. També fa ús del micròfon per a un mode de joc alternatiu que permet als jugadors fer karaoke amb cançons que inclouen lletres, utilitzant el micròfon de la Nintendo DS.
A més, els jugadors poden connectar el seu joc a una consola Wii i utilitzar un canal Wii específic per al joc, que transmet l'àudio del joc a través de la televisió. També podien descarregar fins a 100 cançons de més de 1000 al joc, mitjançant la Nintendo Wi-Fi Connection, així com jugar localment amb fins a vuit persones utilitzant només un cartutx de joc.

## Recepció
En els seus primers quatre dies de llançament, Jam with the Band va vendre 120.000 còpies al Japó. És el 24è joc més venut del Japó l'any 2008, amb unes 424.477 unitats venudes. També va ser el 161è joc més venut al Japó el 2009, amb 73.108 còpies venudes. A finals de 2009, havia venut aproximadament 518.722 còpies.
En la seva review de la versió japonesa, Edge va descriure Jam with the Band com el millor joc de Nintendo DS dels últims anys. Va elogiar la seva senzillesa, però va criticar que els jugadors només poguessin descarregar 100 cançons i no les puguin esborrar. IGN també ho va elogiar, anomenant-lo un "joc de música agradable ple de valor i personalitat", però va considerar decebedora la manca d'un llançament traduït abans de l'europeu.